# Im Todestrakt (Fernsehserie)
Im Todestrakt (Originaltitel: On Death Row) ist eine Fernseh-Miniserie, die unter der Regie von Werner Herzog entstand. Die jeweils vier Episoden umfassende Serie in zwei Staffeln befasst sich mit zum Tode verurteilten Mördern in den USA. Die Serie war ein Folgeprojekt von Herzogs Arbeit an seinem Dokumentarfilm Tod in Texas.
Die Erstausstrahlung der Serie erfolgte am 22. März 2012 auf dem britischen TV-Sender Channel 4. Bereits einen Monat zuvor wurde die Serie während der 62. Internationalen Filmfestspiele Berlin gezeigt. Die deutsche Erstausstrahlung fand ab dem 20. Januar 2013 auf dem TV-Sender Planet statt.

## Inhalt
Jede der Episoden beleuchtet einen spezifischen Mordfall und die dafür zum Tode verurteilten Personen. Der Großteil der Episoden besteht aus Gesprächen von Herzog mit den jeweiligen Todeskandidaten. Darüber hinaus umfasst jede Episode kürzere, von Herzog geführte Interviews mit anderen Personen, die mit den verurteilten Mördern zu tun hatten, darunter Staatsanwälte, Verteidiger und Familienmitglieder der Todeskandidaten. Herzog ist bei all diesen Interviews nicht selbst im Bild zu sehen.

## Episoden
Die deutsche Erstausstrahlung fand ab 20. Januar 2013 auf dem TV-Sender Planet statt.

### Staffel I
| Nr. (ges.) | Nr. (St.) | Titel                                            | Zusammenfassung | Erstausstrahlung UK | Deutschsprachige Erstausstrahlung (D) |
| ---------- | --------- | ------------------------------------------------ | --- | ------------------- | ------------------------------------- |
| 1          | 1         | Conversation with James Barnes                   | Wegen zweifachen Mordes wurde James Barnes verurteilt. Er gesteht im Gespräch mit Werner Herzog weitere Tötungsdelikte. Barnes’ Hinrichtung wurde am 3. August 2023 per Giftspritze vollzogen. Er war der fünfte Delinquent, der 2023 im US-Bundesstaat Florida hingerichtet wurde. | 9. März 2012        | 20. Jan. 2013                         |
| 2          | 2         | Conversation with Linda Carty                    | Linda Carty wurde wegen des Mordes an einer Frau und der Entführung deren vier Tage alten Sohnes verurteilt. | 16. März 2012       | 27. Jan. 2013                         |
| 3          | 3         | Conversation with Joseph Garcia and George Rivas | George Rivas und Joseph Garcia wurden als Teil der „Texas Seven“ wegen eines nach dem Gefängnisausbruch begangenen Raubüberfalls, in dessen Verlauf ein Polizist getötet wurde, verurteilt. Beide waren vor dem Ausbruch wegen diverser Gewaltverbrechen bereits zu jahrzehntelangen Haftstrafen verurteilt worden. George Rivas wurde am 29. Februar 2012 – noch vor Ausstrahlung der Folge – durch die Giftspritze hingerichtet. Joseph Garcia wurde am 4. Dezember 2018, ebenfalls durch die Giftspritze, hingerichtet. | 23. März 2012       | 3. Feb. 2013                          |
| 4          | 4         | Conversations with Hank Skinner                  | Hank Skinner wurde wegen Mordes an seiner Lebensgefährtin und deren beiden Söhnen verurteilt. Skinner starb nach 28 Jahren im Todestrakt am 16. Februar 2023 infolge von Komplikationen nach einer im Dezember 2022 durchgeführten Operation zur Entfernung eines Hirntumors, wenige Monate vor der geplanten Exekution. Als Hinrichtungstermin war der 13. September 2023 festgesetzt. | 30. März 2012       | 10. Feb. 2013                         |

### Staffel II
Die deutsche Erstausstrahlung fand ab 22. Oktober 2014 auf dem TV-Sender Planet statt.
| Nr. (ges.) | Nr. (St.) | Titel                     | Zusammenfassung | Erstausstrahlung UK | Deutschsprachige Erstausstrahlung (D) |
| ---------- | --------- | ------------------------- | --- | ------------------- | ------------------------------------- |
| 5          | 1         | Portrait: Robert Fratta   | Robert Fratta heuerte zwei Berufskiller an, die seine Frau Farah für 1000 Dollar ermordeten. Er wurde rund zehn Jahre nach Erstellung der Episode am 10. Januar 2023 durch die Giftspritze hingerichtet. | 3. Sept 2013        | 5. Nov. 2014                          |
| 6          | 2         | Portrait: Darlie Routier  | 1996 erstach Darlie Routier ihre beiden Söhne Devon (6) und Damon (5) mit einem Küchenmesser. Sie sagt, ein Einbrecher habe ihre Kinder ermordet. Bis heute sitzt sie in einer texanischen Todeszelle.   | 10. Sept 2013       | 22. Okt. 2014                         |
| 7          | 3         | Portrait: Blaine Milam    | Blaine Milam tötete mit seiner Freundin Jesseca Carson ihre 13 Monate alte Tochter während einer Exorzismussitzung.                                                                                      | 17. Sept 2013       | 12. Nov. 2014                         |
| 8          | 4         | Portrait: Douglas Feldman | Douglas Feldman erschoss zwei LKW-Fahrer. Er wurde am 31. Juli 2013 durch die Giftspritze hingerichtet.                                                                                                  | 24. Sept 2013       | 29. Okt. 2014                         |